# Kazitjene
Kazitjene (bulgariska: Казичене) är en ort i Bulgarien.   Den ligger i kommunen Stolitjna Obsjtina och regionen Sofija-grad, i den västra delen av landet, 12 km öster om huvudstaden Sofia. Kazitjene ligger 539 meter över havet och antalet invånare är 4 997.
Terrängen runt Kazitjene är platt norrut, men söderut är den kuperad. Terrängen runt Kazitjene sluttar norrut. Trakten är tätbefolkad. Närmaste större samhälle är Sofia, 12,1 km väster om Kazitjene. 